# Bjelkefejden
Bjelkefejden var  de krigshändelser som inträffade i västra Sverige och Norge under Karl X Gustavs andra danska krig från hösten 1658 till våren 1660, namngett efter den norske överbefälhavaren generallöjtnant Jørgen Bjelke. 

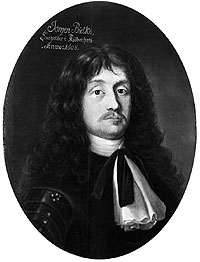
Generallöjtnant Jørgen Bjelke, befälhavare över den norska amén under Bjelkefejden.

## Bakgrund
Freden i Roskilde den 26 februari 1658, hade för svensk del bland annat inneburit erövring av de norska områdena Bohuslän, och Trondheims län. Då Karl X Gustav startade det andra danska kriget genom landstigning vid Korsör den 7 augusti 1658, var hans avsikt att helt krossa Danmark-Norge. På norsk sida var målsättningen att försvara sig mot ytterligare svenska attacker, och om möjligt ta tillbaka förlorade områden.

### Striderna i Västsverige och södra Norge
Efter att ha fyllt på sina förråd gick den svenske generalen Harald Stake den 13 september 1658 över norska gränsen och mot Halden. Uppgifterna om storleken på truppstyrkan varierar, fördelade på åtta kompanier ryttare, tre kompanier dragoner och tre kompanier fotsoldater  var det ca 1600 man.

När truppstyrkan slog läger vid Idd prästgård fick man information om att Halden var försvarslöst, vilket inte stämde. Då svenskarna senare anföll Halden, hade försvaret förstärkts med fyra kanoner och dragoner från Fredrikstad, samt två kanoner tillhörande en av köpmännen i staden, Peder Olsen Nordman. Eftersom svenskarna saknade kanoner tvingades de retirera, men stannade i grannskapet till oktober, då de jagades tillbaka över gränsen av norska trupper. 

De norska trupperna följde därefter med in i Sverige och det blev strid vid Vättelanda bro, Skee. Eftersom det norska infanteriet inte kunde stoppas där, var Stake tvungen att retirera till Tanums socken.

I slutet av januari 1659 gick Harald Stake med drygt 4000 man och 14 kanoner, över det frusna Svinesund och var den 2 februari återigen utanför Halden. Svenskarna besköt staden och fästningen, samt försökte tränga fram från väster vid en bro över Tistedalsälven, men blev kastade tillbaka av norrmännen. Försvaret leddes av Jørgen Bjelke, samt kommendanten på Fredrikstens fästning, överste Tønne Huitfeldt. Då Stake inte hade tillräckligt med kanoner för att erövra fästningen, samt för lite folk för att hålla den befästa staden, drog svenskarna sig tillbaka till Dalsland den 7 februari och blev kvar där in i juli.

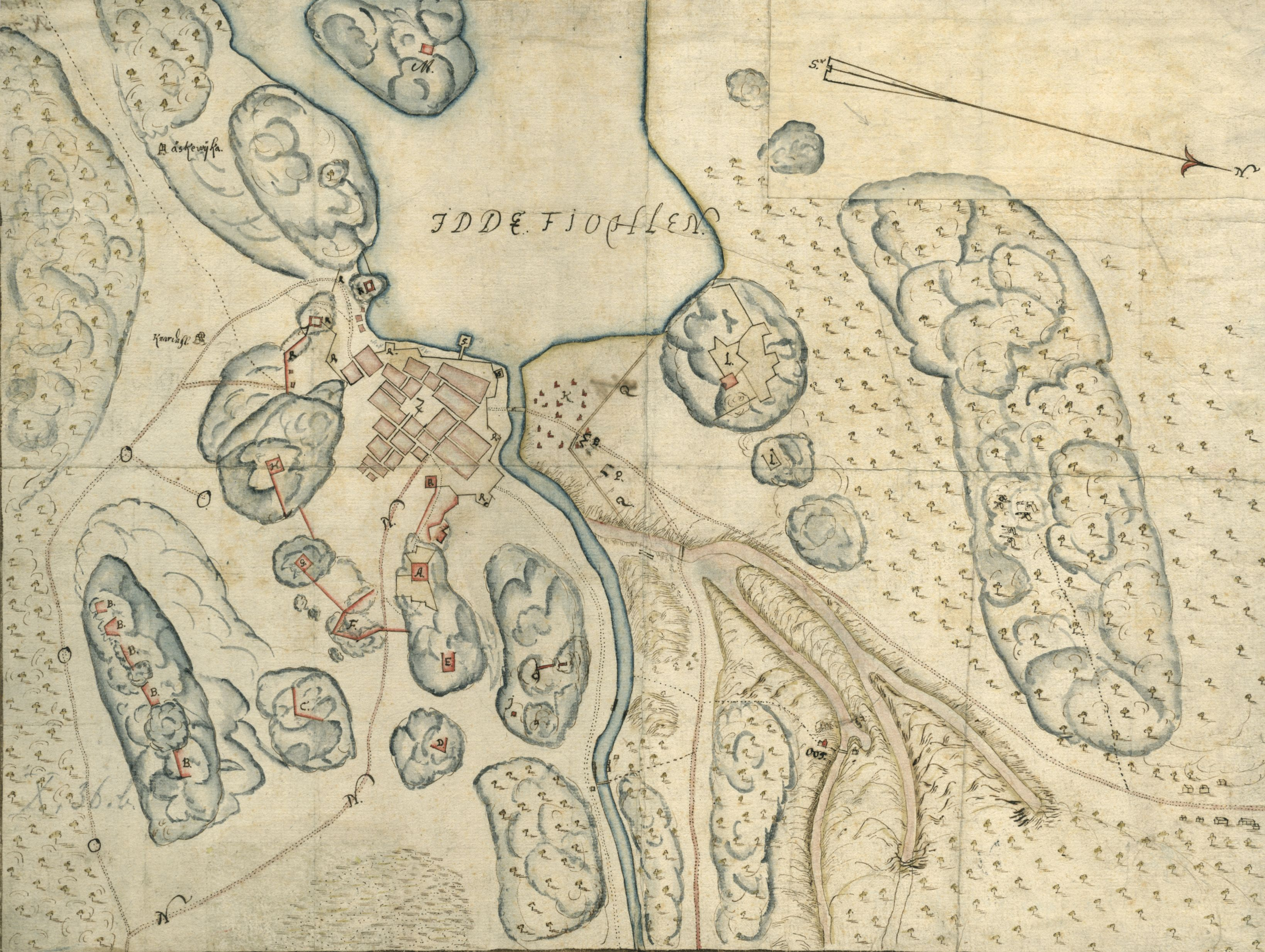
Karta över slagfältet vid Halden med fästningen Creetzensten, senare kallad Fredriksten, under fältmarskalk Lars Kaggs attack vintern 1660.Källa: Krigsarkivet

I oktober gick en norsk här under befäl av generalmajor Georg Reichwein in i Bohuslän, och snart erövrades Uddevalla. I en sammanstötning vid Valbo-Ryr den 14 december orsakades norrmännen förluster, och de norska trupperna drog sig därefter tillbaka mot Norge. Då Karl X Gustav hade utnämnt general Harald Stake till guvernör över Bohuslän, ersattes Stake i fält av fältmarskalk Lars Kagg. Kagg var i slutet av december framme vid sin operationsbas Vänersborg, med order från kungen att erövra Halden.

Den 1 januari 1660 ryckte svenska trupper under Kaggs ledning in i Norge, och började snart belägra Halden. Man lyckades erövra flera av stadens utanverk. Den 6 februari stod ett slag vid Borge kirke nära Fredrikstad, då norska trupper under Jörgen Bielke försökte undsätta Halden, och anfölls av svenskarna. Slaget slutade oavgjort, men den svenska rörelsefriheten hade därefter minskat. Den 13 februari 1660, Karl X Gustavs dödsdag, gjorde svenskarna en ny attack mot Halden utan att lyckas. Då vädret slog om till tö beslutade Kagg att dra hären tillbaka till Sverige innan vägarna blev oframkomliga. Sedan man kommit fram till Skee den 23 februari och slagit läger där, avslutades fientligheterna mot Norge.

### Striderna vid Trondheim
Efter det att Sverige hade erövrat Trondheims stad och län vid freden i Roskilde i mars 1658, insattes en svensk garnison med 120 ryttare och 600 man infanteri under befäl av guvernören, friherre Claes Stiernsköld.
 Förutom det faktum att den svenska erövringen delade Norge i två hälfter, så retade svenskarna upp invånarna i Trondheim genom att tvångsvärva 1800 norrmän till svenska armén i Livland, samt att lägga tull på införandet av fisk till staden. Det sistnämnda var ett dråpslag mot norrmännens ekonomi, då fisk utgjorde större delen av födan.
Då Sverige på nytt startat krig, landsatte en dansk flotta soldater den 28 september, som den 4 oktober hade omringat staden. I hamnen fanns det svenska skeppet Gotland, som också anfölls av danskarna. I Gudbrandsdalen samlades en norsk bondestyrka på 1000 man, och tillsammans med två kompanier fotfolk och ett kompani ryttare föll alla in i Trondheims län. Då norska trupper hade besatt alla högre platser runt staden, och norska bönder hade kontroll över alla bergspass mot Sverige, var den svenska styrkan effektivt avskuren och ingen förstärkning kunde komma igenom.

Generalmajor Reichwein sändes från Kristiania för att samordna attacken mot svenskarna och beskjutningen av staden ökade, men drabbade ofta de norska borgarna. Efterhand blev läget hopplöst för svenskarna, och den 11 december 1658 kapitulerade besättningen och fick fritt avtåg till Sverige. Danskarna sköt salut med nio skott och 2500 man skyldrade gevär, när svenskarna marscherade ut från Trondheim.